# AFL women's league
Cet article traite de l'épreuve féminine. Pour la compétition masculine, voir l'Australian Football League.
L' AFL Women's (AFLW) est une ligue professionnelle féminine de football australien composée de quatorze franchises situées en Australie.  Ce championnat fermé (pas de relégation), a été fondé le 15 septembre 2016.
Les deux meilleures équipes de la saison régulière se rencontrent lors de séries éliminatoires dont la finale (« Grand Final ») qui se dispute au Carrara Stadium devant plus de 15 000 spectateurs. Les championnes actuelles sont le Western Bulldogs.

## Historique

### Les origines

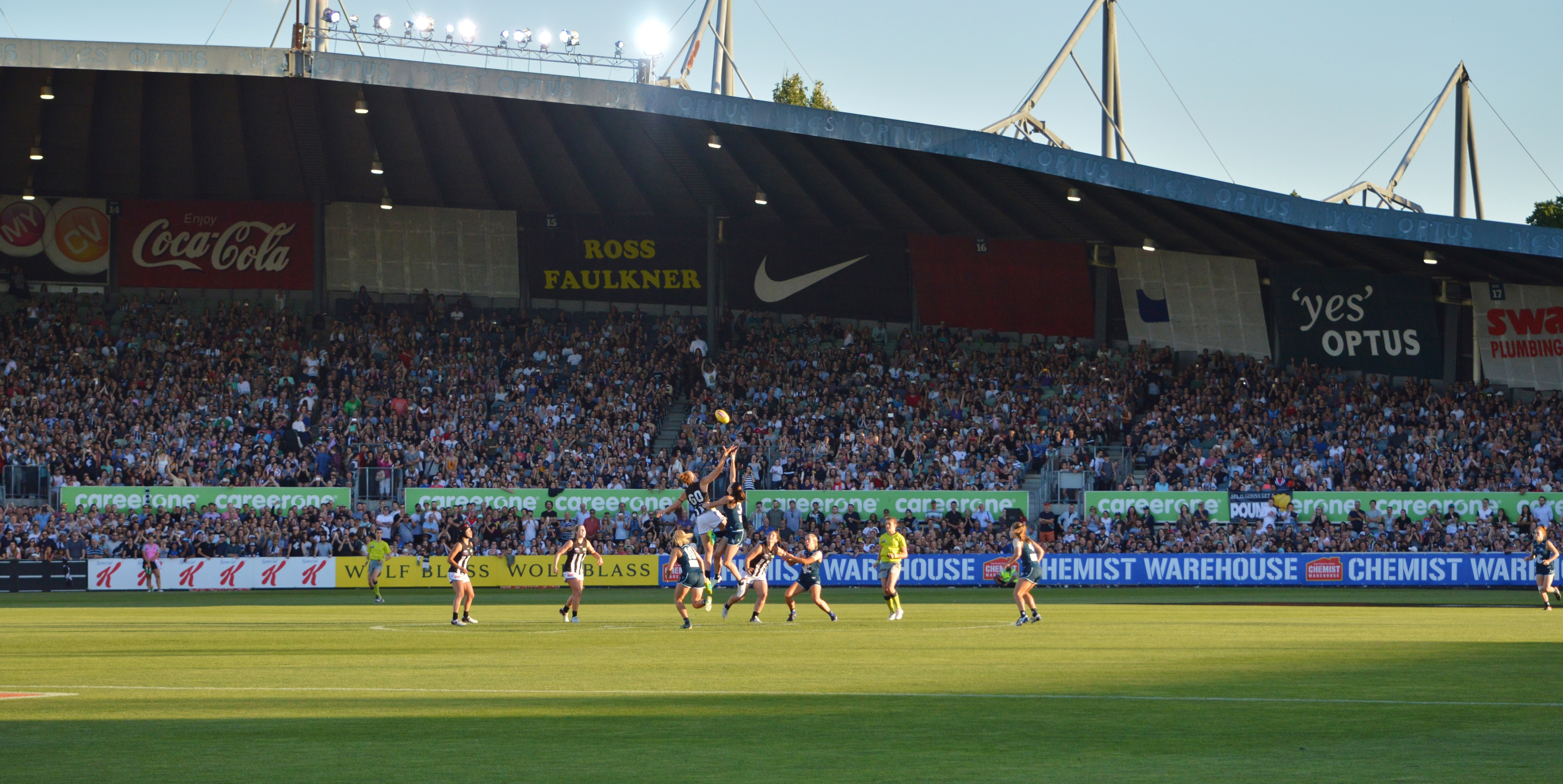
Les joueuses de Carlton et Collingwood players contestent le premier ballon du match inaugural de l'AFL Women's en février 2017.

Fondée en 1981, la Victorian Women's Football League (VWFL) est la ligue féminine de football australien la plus ancienne et celle qui compte le plus de joueuses au monde. Ces dernières années, la ligue a rapidement grossi, passant de 27 à 34 clubs en 2013, en augmentant rapidement de 36 à 50 clubs en 2015. De plus, la même année les équipes féminines du Melbourne Football Club et de  Western Bulldogs ont joué deux matchs d’exhibition, le second ayant attiré une plus grande part d'audience que le match confrontant chez les hommes Adelaide à Essendon joué un jour avant.
Face au fort développement de la discipline en Australie, l'AFL, l'instance nationale de ce sport déclare en novembre 2015 la mise en place d'une compétition professionnelle féminine dès le premier semestre 2017. Les équipes de Melbourne, Western Bulldogs, Essendon, Port Adelaide, Adelaide, Carlton, Collingwood, Richmond, Geelong et St Kilda ont montré leurs intérêt dans la mise en place pour chacune d'une franchise. L'AFL annonce à la fin de l'année qu'une campagne de recrutement à travers l'Australie est lancée lors du début de l'année 2016 notamment auprès des athlètes féminines qui sont actuellement active dans d'autres sports de haut niveaux. Les clubs sont invités en mars 2016 à soumettre leurs licences auprès de la commission AFL. Les équipes engagées pour la saison 2017 sont annoncées le 8 juin 2016:  Adelaide FC , Brisbane Lions, Carlton, Collingwood, Fremantle Football Club, Greater Western Sydney Football Club, Melbourne et Western Bulldogs. Les équipes de West Coast, Geelong, North Melbourne, Richmond, et St Kilda ne sont pas retenues pour la première édition.

## Organisation

### Fonctionnement

#### Clubs
| Club                      | Ville                       | Stade                                          | Capacité théorique   | Date de création | Première saison | Entraîneur       |
| ------------------------- | --------------------------- | ---------------------------------------------- | -------------------- | ---------------- | --------------- | ---------------- |
| Adelaide FC               | Adélaïde Darwin             | Coopers Stadium Unley Oval TIO Stadium         | 22 000 10 000 12 500 | 1990             | 2017            | Bec Goddard      |
| Brisbane Lions            | Brisbane                    | Moreton Bay Central Sports Complex Hickey Park | 8 000 4 000          | 1996             | 2017            | Craig Starcevich |
| Carlton FC                | Melbourne                   | Princes Park                                   | 24 568               | 1897             | 2017            | Damien Keeping   |
| Collingwood FC            | Melbourne                   | Victoria Park Morwell Reserve Marvel Stadium   | 15 000 12 000 56 347 | 1897             | 2017            | Wayne Siekman    |
| Fremantle FC              | Fremantle                   | Fremantle Oval                                 | 17 500               | 1994             | 2017            | Michelle Cowan   |
| Geelong FC                | Geelong                     | Kardinia Park                                  | 36 000               | 1859             | 2019            |                  |
| Gold Coast FC             | Gold Coast                  | À déterminer                                   | –                    | 2009             | 2020            |                  |
| Greater Western Sydney FC | Sydney Canberra             | Drummoyne Oval Blacktown ISP Oval Manuka Oval  | 6 000 10 000 16 000  | 2009             | 2017            | Tim Schmidt      |
| Melbourne FC              | Melbourne                   | Casey Fields                                   | 12 000               | 1869             | 2017            | Michael Stinear  |
| North Melbourne FC        | Melbourne Hobart Launceston | Chirnside Park North Hobart Oval York Park     | 10 000 18 000 21 000 | 1869             | 2019            | Scott Gowans     |
| Richmond FC               | Melbourne                   | À déterminer                                   | –                    | 1885             | 2020            |                  |
| St Kilda FC               | Melbourne                   | À déterminer                                   | –                    | 1873             | 2020            |                  |
| West Coast Eagles         | Perth                       | À déterminer                                   | –                    | 1986             | 2020            |                  |
| Western Bulldogs          | Melbourne                   | Whitten Oval Marvel Stadium                    | 12 000 56 347        | 1877             | 2017            | Paul Groves      |

## Palmarès
| Année | Champion               | Finaliste             | Score                |
| 2017  | Adelaide Football Club | Brisbane Lions        | 4.11 (35) - 4.5 (29) |
| 2018  | Western Bulldogs       | Brisbane Lions        | 4.3 (27) - 3.3 (21)  |
| 2019  | Adelaide Football Club | Carlton Football Club | 10.3 (63) - 2.6 (18) |